# Marcelle Irvin
Ne doit pas être confondu avec Marcelle Yrven.
Pour les articles homonymes, voir Irvin.
Marcelle Irvin (17 décembre 1904 à Paris 14e - 3 octobre 1949 à Paris 16e) est une artiste française de music-hall, danseuse, chanteuse d'opérette.

## Biographie

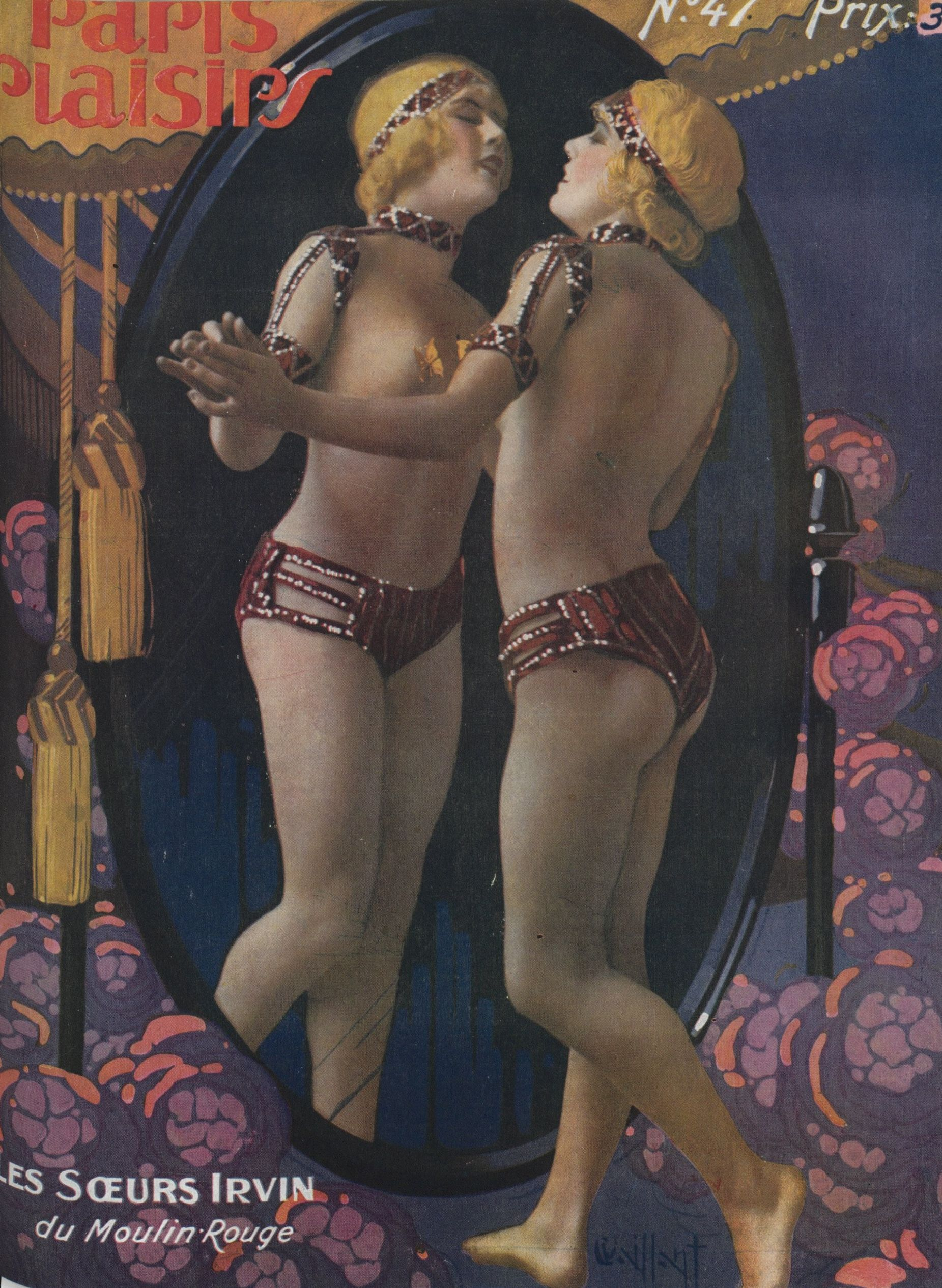
Les sœurs Irvin du Moulin-Rouge, 1926

Fille d'artiste, elle commence à jouer au théâtre très jeune avec sa sœur cadette Geneviève en 1921. Les deux sœurs forment ensuite un duo de danseuses nues, les Sœurs Irvin ; elles apparaissent dans de nombreuses revues, au Moulin Rouge, au Palace, au concert Mayol, à l'Alcazar,. En 1930, elles sont à l'affiche de  Folies de Paris, revue en deux actes de Saint-Granier, aux Folies-Marigny mais rompent avec Léon Voltera et déclarent forfait. 
Le duo s’arrête en 1933 lorsque Marcelle est engagée par Georgius, directeur de la Gaieté-Montparnasse, avec qui elle vivra à partir de 1934. Ils ont ensemble une  fille, Georgette,, et se marient le 18 avril 1939,.

## Théâtre
- 1921 : Marie de Magdala, pièce sacrée en 3 actes de Wilfrid Lucas, musique d'Henri Nibelle, au  Théâtre de verdure du Pré Catelan[11].
- 1921 : Dans la jungle, pièce en deux  actes de Laumann, d’après Rudyard Kipling: Le Retour d'Imray, au  Nouveau-Théâtre[12].
- 1922 : Un million dans une main d'enfant, conte dramatique et musical en 4 actes d'Alfred Machard, musique de Victor Larbey au Théâtre Albert 1er[13],[14].
- 1922 : La Fontaine des fées, conte de Robert Oudot, musique de Félix Fourdrain au  Théâtre de verdure du Pré Catelan[15].

## Music-hall, revues, opérettes
- 1924 : Vive la femme !, revue en 2 actes de Léo Lelièvre, Henri Varna et Fernand Rouvray avec Maurice Chevalier au Palace[16].
- 1925 :  La Revue Mistinguett, en deux actes  de Jacques Charles avec Mistinguett au Moulin-Rouge[17].
- 1928 : Le Luxe de Paris, revue de  Léo Lelièvre, Henri Varna et Fernand Rouvray, au Palace[18],[19].
- 1929 : En pleine jeunesse !, revue d'hiver au concert Mayol[20].
- 1933 : Montparnasse à travers les âges, fantaisie de Guy Maubert à la Gaieté-Montparnasse[21].
- 1933 : Le Matelot Cartahut, fantaisie-opérette musicale burlesque en deux actes de Gabriel Timmory et Maurice de Marsan,  mise en scène de Georgius à la Gaieté-Montparnasse.
- 1934 :  Café-concert 1900, revue d'Henri Varna avec Polaire à l'Alcazar de Paris[22].
- 1934 : Viens Poupoule, revue d'Henri Varna, Marc Cab et Léo Lelièvre avec Armande Cassive et Cléo de Mérode à l'Alcazar de Paris[23].
- 1935 : Voici Paris, revue de Charles Tutelier et Victor de Cottens à l'Élysée Palace de Vichy[24].
- 1936 : Le Club des fauchés, comédie musicale à L'Européen[25], puis à Bobino[26].
- 1941 : Paris 1900, spectacle de Georgius au Théâtre de l'Étoile[27].
- 1944 : Au temps des rosses, revue de Ded Rysel et Raymond Souplex à la  Gaité-Montparnasse[28].

## Chansons
- 1927 : Si ça vous va
- 1936 : Emprise !

## Filmographie
- 1914 : La Valse du souvenir de Henry Gambart[29]

## Source
: document utilisé comme source pour la rédaction de cet article.
- Comoedia
- La Rampe (1915-1934), magazine théâtral illustré (BNF 32847829)
- La Vie parisienne